# Biatorbágy
Biatorbágy (Duits: Wiehall-Kleinturwall) is een plaats (város) en gemeente in het Hongaarse comitaat Pest. Biatorbágy telde 9523 inwoners in 2005. In 2016 is het bevolkingsaantal opgelopen tot 12 932 inwoners. De stad is hiermee een van de populaire groeikernen in de agglomeratie van Boedapest.

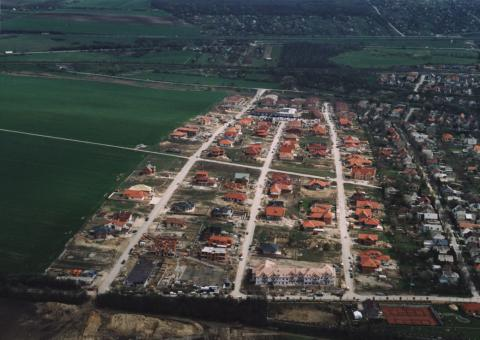
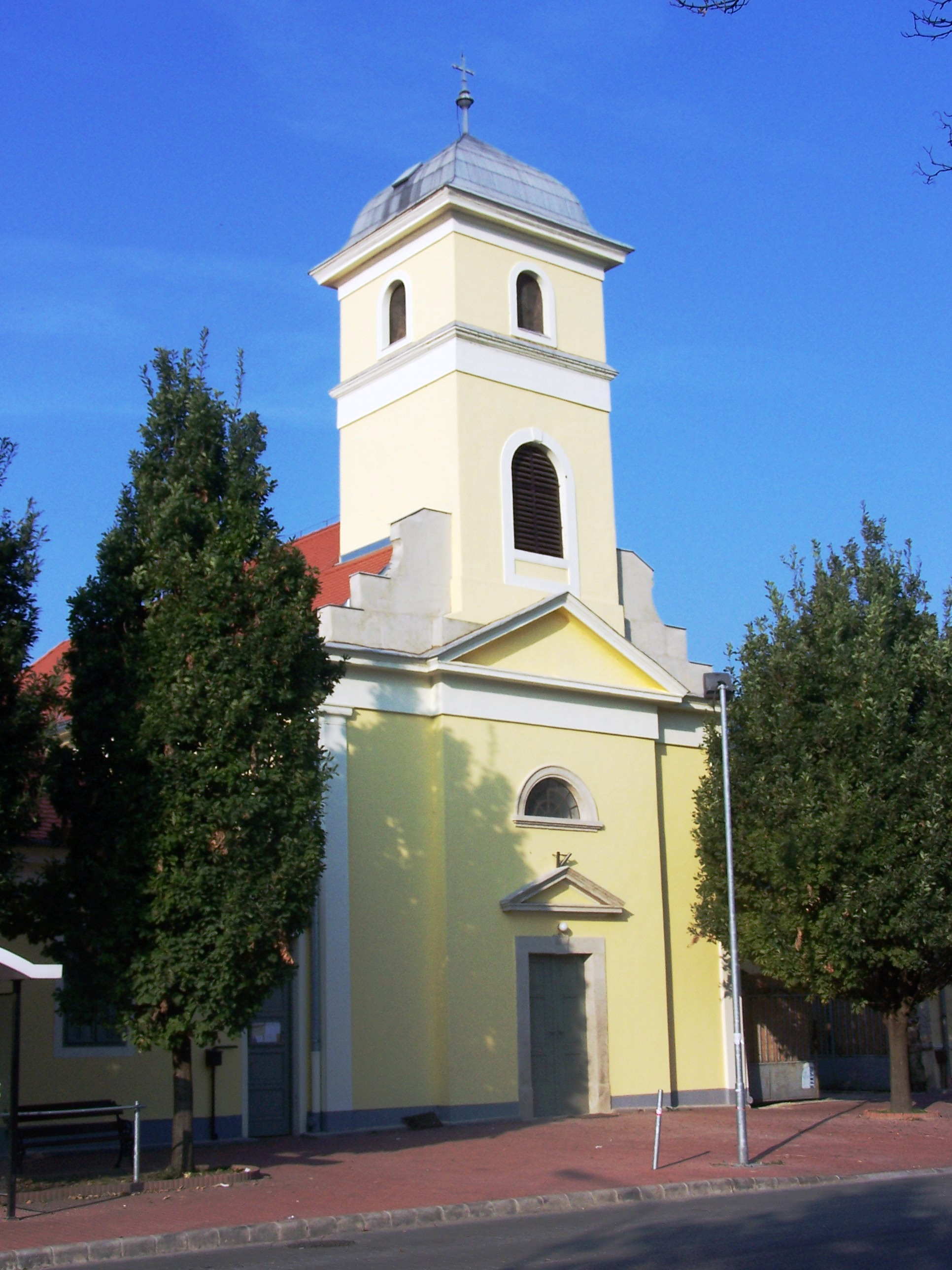
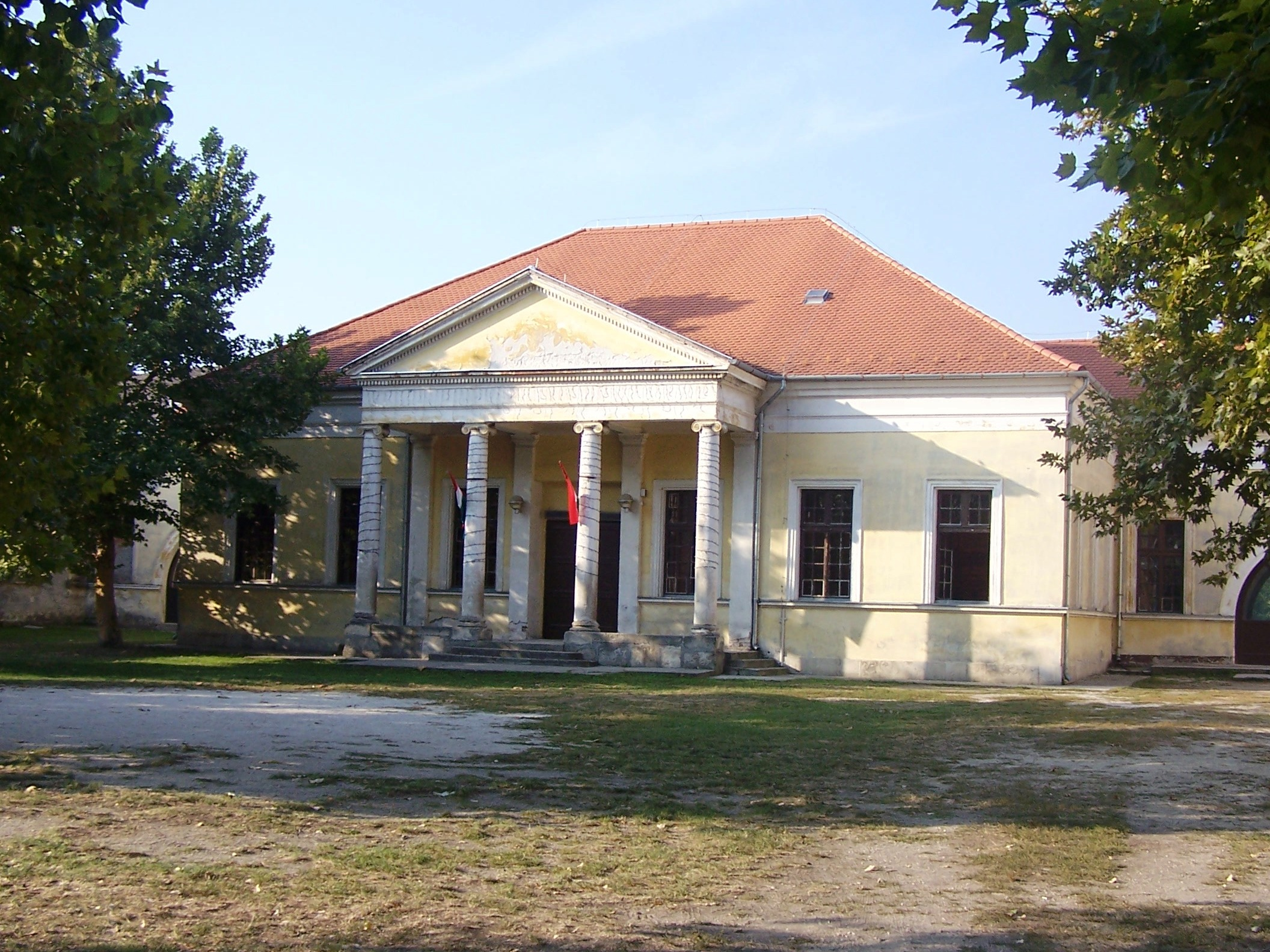
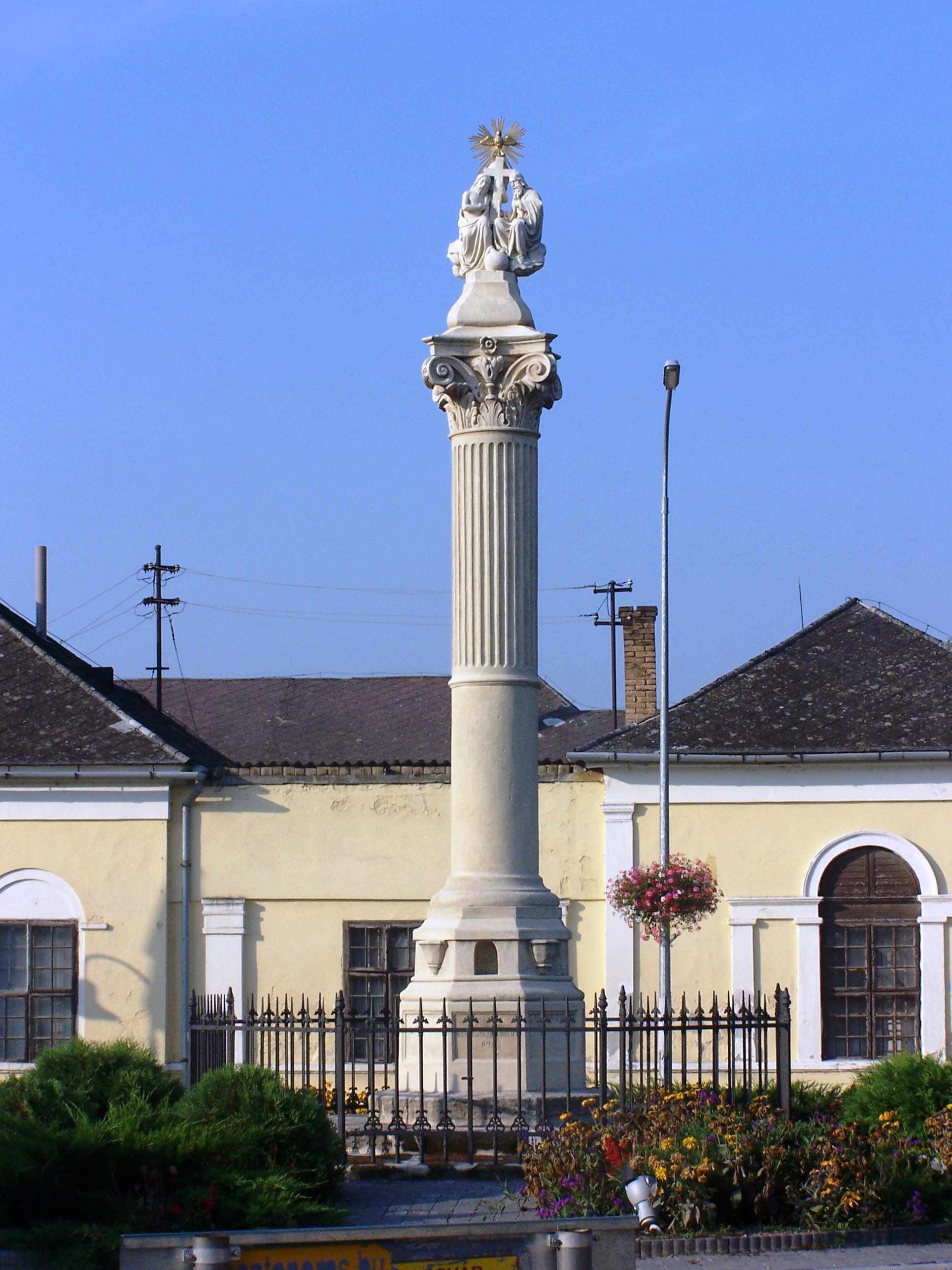